# Жозе Лазаро Роблес
Жозе Лазаро Роблес (порт. José Lázaro Robles, 11 лютого 1924, Сан-Паулу — 8 травня 1996, Кампінас), також видомий як Пінга (порт. Pinga) — бразильський футболіст, що грав на позиції нападника, зокрема, за клуби «Португеза Деспортос» та «Васко да Гама», а також національну збірну Бразилії. По завершенні ігрової кар'єри — тренер.
Дворазовий переможець Ліги Каріока.

## Клубна кар'єра
Народився 11 лютого 1924 року в місті Сан-Паулу. Вихованець футбольної школи клубу «Жувентус» (Сан-Паулу).
У дорослому футболі дебютував 1944 року виступами за команду «Португеза Деспортос», в якій провів дев'ять сезонів, взявши участь у 236 матчах чемпіонату. Більшість часу, проведеного у складі «Португеза Деспортос», був основним гравцем атакувальної ланки команди. У складі «Португеза Деспортос» був одним з головних бомбардирів команди, маючи середню результативність на рівні 0,71 голу за гру першості.
Своєю грою за цю команду привернув увагу представників тренерського штабу клубу «Васко да Гама», до складу якого приєднався 1953 року. Відіграв за команду з Ріо-де-Жанейро наступні вісім сезонів своєї ігрової кар'єри. Граючи у складі «Васко да Гама» також здебільшого виходив на поле в основному складі команди. В новому клубі був серед найкращих голеодорів, відзначаючись забитим голом в середньому щонайменше у кожній третій грі чемпіонату.
Завершив ігрову кар'єру у команді «Жувентус» (Сан-Паулу), за яку виступав протягом 1962—1963 років.

## Виступи за збірну
1950 року дебютував в офіційних матчах у складі національної збірної Бразилії. Протягом кар'єри у національній команді провів у її формі 17 матчів, забивши 10 голів.
У складі збірної був учасником:
чемпіонату Південної Америки 1953 року у Перу, де разом з командою здобув «срібло»;
чемпіонату світу 1954 року у Швейцарії, де зіграв з Мексикою (5-0) і Югославією (1-1).

## Кар'єра тренера
Розпочав тренерську кар'єру, повернувшись до футболу після невеликої перерви, 1969 року, очоливши тренерський штаб клубу «Васко да Гама». Досвід тренерської роботи обмежився цим клубом.
Помер 8 травня 1996 року на 73-му році життя у місті Кампінас.

## Титули і досягнення
- Переможець Ліги Каріока (2):

«Васко да Гама»: 1956, 1958
- Переможець Панамериканського чемпіонату: 1952
- Срібний призер Чемпіонату Південної Америки: 1953